# Toninho Moura
Antonio Moura Sanches (* 22. Juli 1954 in Bauru), auch bekannt als Toninho Moura, ist ein ehemaliger brasilianischer Fußballspieler und Fußballtrainer.

## Karriere
1994 wurde Moura bei Nacional AC (SP) als Trainer eingestellt. Moura trainierte später etliche Vereine, dabei so namhafte wie AA Internacional (Limeira), Ferroviária, Tupi FC und Grêmio Barueri.